# Чуваська Автокефальна Національна Православна Церква
Чуваська Автокефальна Національна Православна Церква — православна церква у Чувашії, яка існувала у 1920-1930-тих роках.

## Історія
Заснована 1924 на основі православних приходів РПЦ у Чуваській автономній області. Ідеологічний ґрунт: національна чуваська революція, яка ставила широкі вимоги у гуманітарній сфері, та підготовка створення Чуваської Автономної Радянської Соціалістичної Республіки (ЧаРСР), яка була проголошена вже після утворення та державної реєстрації ЧАНПЦ (7 серпня 1924).
Організатором ЧАНПЦ вважається протоієрей РПЦ (оновлена) Василій Краснов, який був настоятелем храму с. Хормали і вів переговори про створення у рамках РПЦ Чуваської єпархії. Також священик представляв цілу групу православних приходів, що виступали за повну чуваську автокефалію. Оскільки РПЦ (оновлена) мала ліберальні реформаторські настрої та відмовлялася вести переговори про створення Чуваської Автокефальної Церкви, її проголошено самостійно, посилаючись на 34 апостольське правило (Чувашія — країна православних чувашів із старовинною церковною традицією).
Комуністичний режим зробив ставку на пасивну підтримку групи чуваських автокефалістів, прагнучи ослабити вплив великоруських монархічних кіл. Чувашське ОГПУ СРСР доповідало у Чебоксари:
| У боротьбі обновленців з тихоновцями слід відмітити один характерний момент, який властивий тільки Чувашобласті. Ворожнеча обновленців та тихоновців у Чувашобласті пов'язана з національною ворожнечею між чуваським та російських духівництвом, яка була ще в минулі царські часи і триває по сю пору. При чому чуваське духівництво більше притримується обновленства, великоруси ж - більше тихоновщинию Навіть обновленці з російського духівництва часто-густо йдуть наперекір керівникам обновленства - єпископам Тимофію та Даниїлу, оскільки останні походять із чувашів. Цим же у більшій мірі пояснюється і те, що міське духівництво, що походить з великорусів, усі чисто тихоновці... |
Головною проблемою зареєстрованої ЧАНПЦ був пошук канонічного єпископа. Переговори велися із Тимчасовою Вищою церквоною радою (григоріяни), яка об'єднувала 10 єпископів РПЦ, що перебували в опозиції до оновленої Церкви. Проте ТВЦР відмовила, а ЧАНПЦ так і не отримала своєї ієрархії. На самосвятні дії чуваські священики не наважилися.

## Географія
Частина істориків твердить, що чуваська автокефалія була локальним явищем для самої Чувашії. Хоча в умовах дезорганізації церковного управління в РПЦ точно визначити розмах чуваського автокефального руху важко. Загальновизнано, що ЧАНПЦ мала сильні позиції у центральних та підвенних районах Чувашії. Центром духовного життя Церкви були Шоркістринська (Урмарський район), Староянтіковська (Батирєвський район) та Шимкуська (Малояльчикський район) парафії.
Більшість парафій ЧАНПЦ перебувала на консервативних позиціях і не сприймала радикальних змін (як то одружені єпископи).

## Ліквідація ЧАНПЦ
У 1930-тих роках ЧАНПЦ перебуває в опозиції до митрополита Сергія (Страгородського) і на початок Другої Світової війни повністю влилася до складу Єдиної Древлеправославної Церкви архієпископа Андрія (Ухтомського). Невідомо, коли саме ЧАНПЦ була знята з державної реєстрації, але вже у часи німецько-радянського військового конфлікту 1941—1945 про неї нічого невідомо. Спроб відновити чуваську автокефалію після війни не було.

## Значення Чуваської автокефалії
Спроба маловідомого у православному світі народу добитися автокефалії стало знаковим явищем у східній Європі, навіть на тлі глобальних церковних змін у Росії після 1918 року. Звісно, сприяння у реєстрації ЧАНПЦ з боку світської влади було обумовлено політикою на максимальне ослаблення впливу РПЦ в країнах, підконтрольних московським комуністам. У тому числі шляхом підтримки «чуваського розколу». З іншого боку, Чувашія — православна тюркська країна із своєрідним духовним досвідом, який накопичувався у тому числі в національних формах з 16 ст. Відтак, чуваські протопресвітери задекларували право «малих православних націй» сходу Європи на утворення самостійних Православних Церков, винісши на порядок денний ідею створення Марійської, Комі, Карельської, Мордовської Православної Церкви — із високим канонічним статусом.
Надано відповідь на нібито нерозв'язне питання московської православної місії, які аксіоматично пов'язувалися із політикою русифікації та руйнування національних державотворчих середовищ.
Чуваський автокефалістський рух був досить консервативним, спрямованим на відстоювання святоотцівських канонів. Чуваські богослови виступали із ґрунтовною критикою оновленських рухів, спроб максимально лібералізувати церковне життя. Не випадково усі активісти чуваської автокефалії напередодні війни влилися у безкомпромісну церковну групу «андріївців» — Єдиної Древлеправославної Церкви (ЄДЦ).
Зрештою, питання чуваської автокефалії було знову порушено у 1990-их роках, кола Чуваська Республіка проголосила державний суверенітет. Ієрархії РПЦ довелося докласти помітних зусиль для маргіналізації нового автокефалістського руху, що призвело, до речі, до трагічного відходу частини православної чуваської інтелігенції до неоязичницьких груп.
Пригнічення та ліквідація автокефальних настроїв у Чувашії відбувалося за шаблоном, застосованим РПЦ в інших країнах, зокрема Україні та Молдові.